# シミャウィ (装甲列車)
シミャウィ（ポーランド語: Śmiały - シミャーウィ）は、第二次世界大戦で活躍したポーランドの装甲列車である。名称は、ポーランド語で「勇敢な」という意味の形容詞である。
1930年代のポーランドは、ソ連に続く世界第2位の装甲列車保有国であり、10編成の装甲列車を保有していた。シミャウィはその中の第2編成だった。同型の装甲列車にピウスチク（Piłsudczyk）がある。

## 歴史
- 1918年に編成される。ポーランド・ソビエト戦争で使用された。
- 1939年9月1日 ポーランド侵攻により進撃してきたドイツ軍とシレジアの村モクラ近郊でヴォウィン騎兵旅団を初めとするいくつかの部隊と共同でドイツ第4戦車師団と交戦し戦車40台あまりを撃破してドイツ軍を退けた。
- 1939年9月14日 ドイツ第十戦車師団と交戦。
- 1939年9月22日 リヴィウ防衛線でソ連軍に鹵獲される。
- 1941年7月7日 東部戦線でドイツ軍に鹵獲され、装甲列車10号となる。
- 1944年6月10日 ソ連軍の爆撃を受け大破する。

## 編成
1. 警戒車
2. 戦車搭載貨車
3. 砲車
4. 指揮車
5. 装甲機関車
6. 兵員輸送車
7. 砲車
8. 戦車搭載貨車
9. 警戒車

## 装備
- 100ミリ砲2門
- 75ミリ砲2門
- 機関銃22挺
- ルノー FT-17 軽戦車2台
- TKS2台
- 兵員170名